# Frank LoBiondo
Frank A. LoBiondo (ur. 12 maja 1946) – amerykański polityk, członek Partii Republikańskiej. Od 1995 roku jest przedstawicielem drugiego okręgu wyborczego w stanie New Jersey w Izbie Reprezentantów Stanów Zjednoczonych.